# Крето
Крето (фр. Crestot) насеље је и општина у северној Француској у региону Горња Нормандија, у департману Ер која припада префектури Евре.
По подацима из 2011. године у општини је живело 438 становника, а густина насељености је износила 69,41 становника/km². Општина се простире на површини од 6,31 km². Налази се на средњој надморској висини од 159 метара (максималној 160 m, а минималној 145 m).

## Демографија
| 1962. | 1968. | 1975. | 1982. | 1990. | 1999. | 2011. |
| ----- | ----- | ----- | ----- | ----- | ----- | ----- |
| 184   | 189   | 233   | 259   | 304   | 294   | 438   |

График промене броја становника у току последњих година